# Rocky Flats
Koordinaten: 39° 53′ 24″ N, 105° 12′ 0″ W

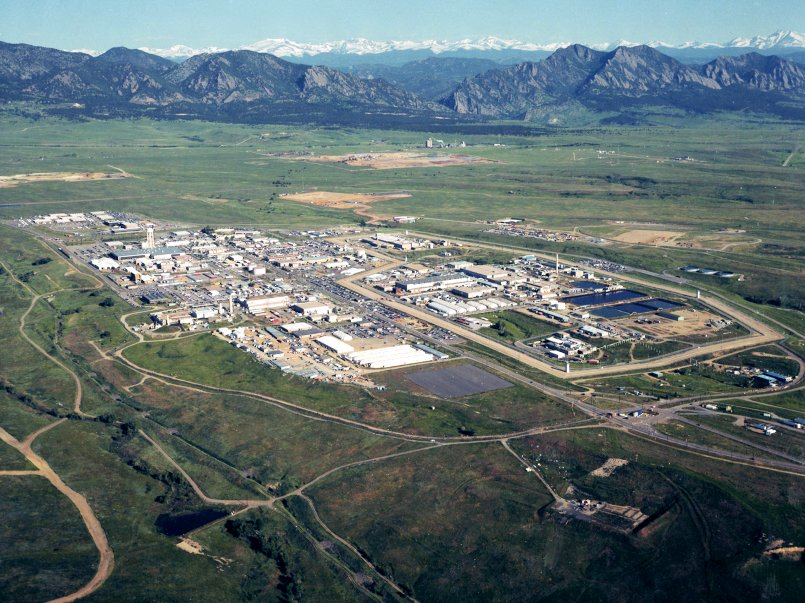
Rocky Flats (Luftaufnahme, 1995)

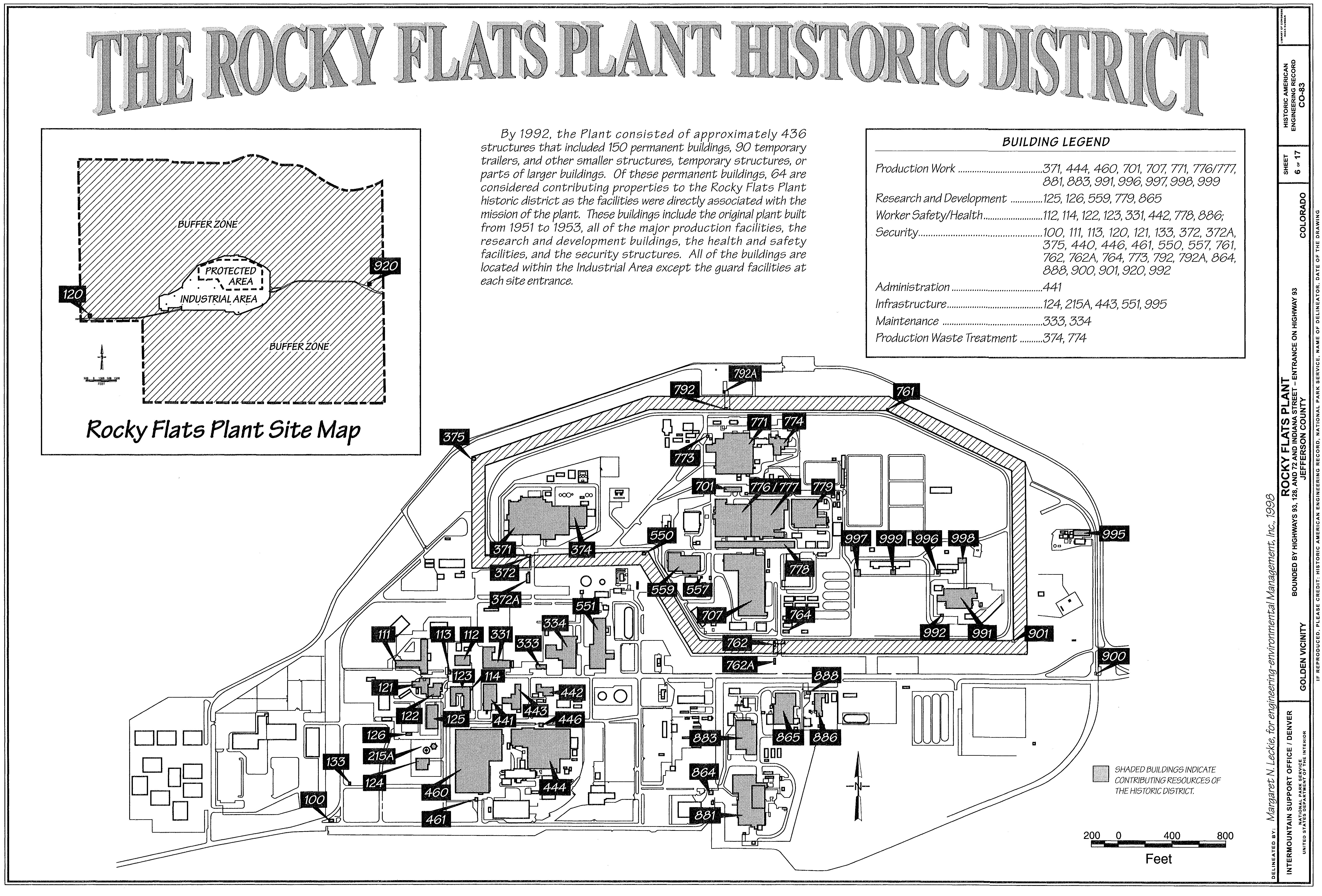
Karte des Gebäudekomplexes (1992)

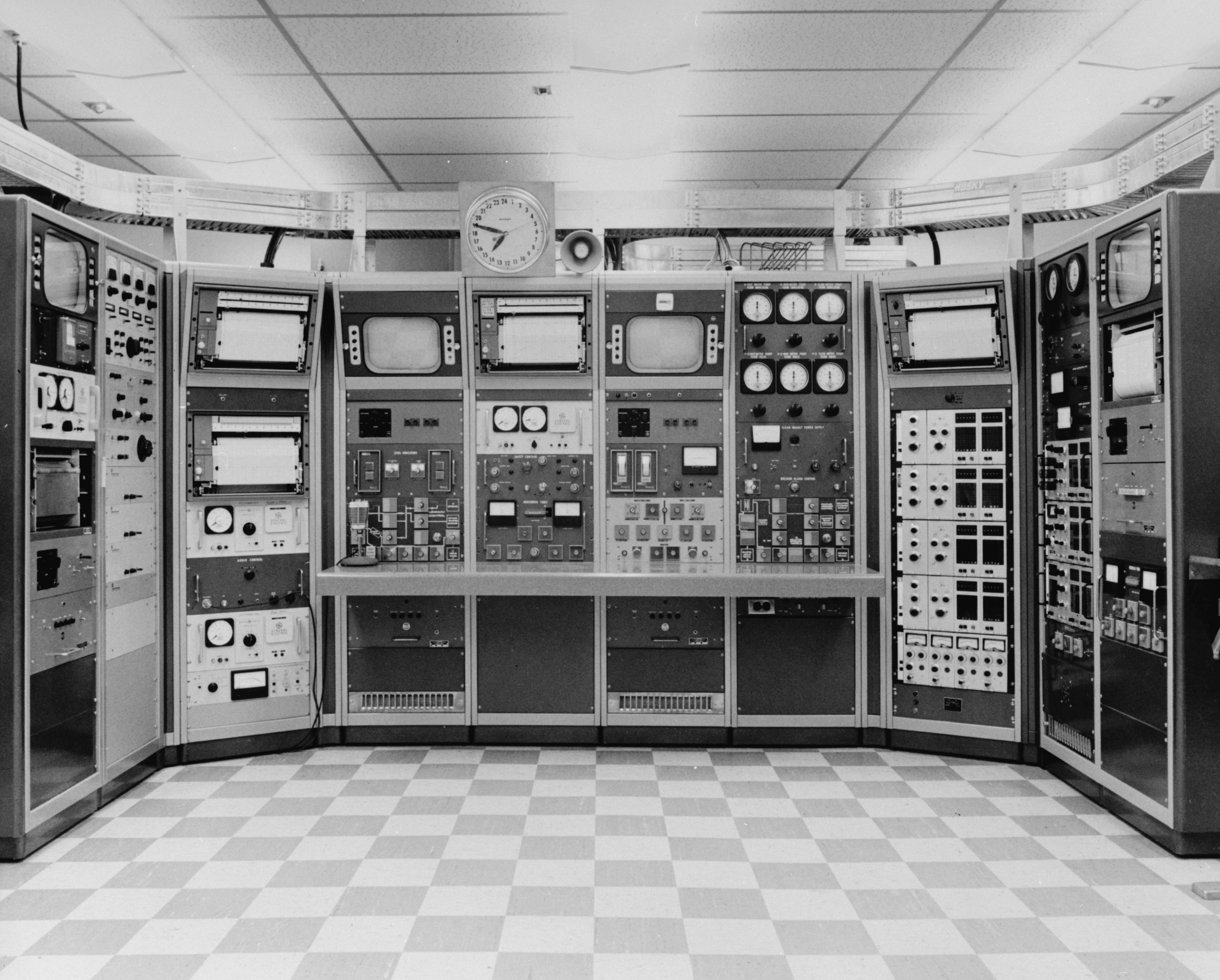
Steuerpult des Labors für Kritikalitätsexperimente (1970)

Rocky Flats war eine kerntechnische Anlage des US-amerikanischen Kernwaffen-Programms im Bundesstaat Colorado circa 30 km von Denver entfernt.
Hier wurden Komponenten von Kernwaffen gefertigt, vor allem die kugelförmigen Spaltstoff-Kerne aus Plutonium (Pu) für Fissionsbomben, englisch als Pit oder Core bezeichnet. Die daraus hergestellten Sprengsätze wurden unter anderem als primäre Stufe in Wasserstoffbomben verwendet, wozu sie zur Endmontage an die Pantex Plant bei Amarillo in Texas geliefert wurden. Zwischen 1953 und 1989 wurden ungefähr 70.000 dieser Pu-Kerne hergestellt, mit der Hinterlassenschaft radioaktiver, plutoniumhaltiger Stäube in der Umgebung. Von 1953 bis 1975 wurde die Anlage von Dow Chemical betrieben und von 1975 bis zur Schließung 1989 durch Rockwell International verwaltet.

## Unfälle & Kontaminationen
Am 11. September 1957, dem Jahr der Majak- und Windscale-Unfälle, ereignete sich in Rocky Flats der schwerwiegendste Unfall durch Selbstentzündung eines eingekapselten Lagerpostens von Plutonium in Gebäude 771. Die Feuerwehr versuchte den Brand erst mit Kohlendioxid, dann mit Wasser zu löschen – vorerst vergeblich, das Feuer wütete fast vier Stunden lang. Es drang in die Lüftungskanäle ein und verbrannte eine Filterbank, was die nähere Umgebung der Anlage kontaminierte. Schätzungsweise wurden zwischen 40 g bis 500 g Plutonium (Median 300 g) emittiert.
Ein ähnlicher Brand ereignete sich am 11. Mai 1969. Auch hier ging das Feuer von einem Handschuhkasten aus, das sich von Gebäude 776 entlang der mit einem Förderband verbundenen Kästen ins Nachbargebäude 777 weiterfraß. Im Gegensatz zum Brand von 1957 waren die Luftfilterbänke nicht mehr cellulosebasiert und damit brennbar, sondern aus Glasfaser und hielten dem Feuer größtenteils stand. Daher war die Abschätzung der Plutoniumemission deutlich geringer: 0,14 g bis 0,9 g (Median 0,3 g).
Eine größere Pu-Kontamination fand in den Jahren 1968/1969 durch unsachgemäßen Umgang mit Flüssigabfall statt. Kühlschmierstoffe und Lösungsmittel aus dem Produktionsprozess, die mit Plutonium verunreinigt waren, wurden in Stahlfässern auf einer Fläche unter freiem Himmel gelagert (Pad 903). Rund 5000 dieser Fässer korrodierten mit der Zeit und leckten. Die obersten Bodenschichten wurde auf diese Weise kontaminiert, dies betraf eine Fläche von ca. 2,5 ha. Auch wenn die Fässer in den Jahren 1967/68 entfernt wurden, so wurde dabei der Boden aufgewühlt und radioaktiver Staub wurde durch Stürme in die Umgebung getragen. Mitte 1969 wurde der Bereich zur Reduktion der windverfrachteten Kontamination asphaltiert. Die Schätzungen liegen bei 25 g bis 200 g Plutonium (Median 52 g), die auf diese Weise in die Umgebung von Rocky Flats gelangten.
Neben den oben genannten Pu-Expositionen ist für die Anlieger auch der Umgang mit dem Lösungsmittel Tetrachlormethan relevant, das wegen seiner Toxizität und kanzerogenem Potential sowie seiner Ozonschädigung nicht mehr zur Entfettung von Bauteilen genutzt wird. Es wird geschätzt, dass zwischen 1.100 t und 5.400 t in der aktiven Zeit von 1953 bis 1989 freigesetzt wurden.

## Schließung und Rückbau
Nach etwa zwei Jahren verdeckter Ermittlung von FBI und Environmental Protection Agency (EPA) wegen der Verletzung von Umweltschutzgesetzen erwirkten die Ermittler einen Durchsuchungsbefehl und führten am 6. Juni 1989 eine Razzia durch (Operation Desert Glow, ca. 75 Beamte).
Danach wurde die Produktion von Plutonium-Kernen (z. B. für den W88-Sprengkopf) eingestellt und Rocky Flats wurde 1992 dauerhaft geschlossen. Die Dekontamination und der Rückbau des Komplexes dauerte bis zum Oktober 2005 und kostete 7 Mrd. US-Dollar. Heute ist das Gelände Teil des Rocky Flats National Wildlife Refuge, wobei ein Kernbereich, die sog. Central Operable Unit mit Kontaminationsresten im Boden, unter Aufsicht des Department of Energy steht.

## Neuproduktion ab 2019
Aufgrund von Alterungseffekten der vorhandenen produzierten Spaltstoff-Pits wurde 2019 durch eine Expertengruppe die Empfehlung zur Neuproduktion (minimum von 30 Einheiten pro Jahr bis 2026) ausgesprochen, um die Einsatzfähigkeit der US-amerikanischen Kernwaffenarsenals sicherzustellen. Nach Aussage eines Expertengremiums war diese Kapazität (30/a) damals in einer Woche in Rocky Flats möglich. Da seit der Schließung von Rocky Flats Möglichkeit zur Serienfertigung nicht mehr vorhandenen war, musste ein geeigneter, neuer Standort gesucht werden. Die Anlage Plutonium Facility (PF-4) am Los Alamos National Laboratory wurde festgelegt und für die Neuproduktion erweitert und modernisiert. Da ab 2030 nunmehr eine Produktion von 80 Pits pro Jahr angestrebt wird, wurde beschlossen, zur Kapazitätssteigerung und Erzielung einer Resilienz eine weitere Produktion an einem zweiten Standort zu errichten, wofür eine nie in Betrieb gegangene MOX-Brennelemente-Fabrik der Savannah River Site in South Carolina ausgewählt wurde.